# Antiga Guerra de Zurique

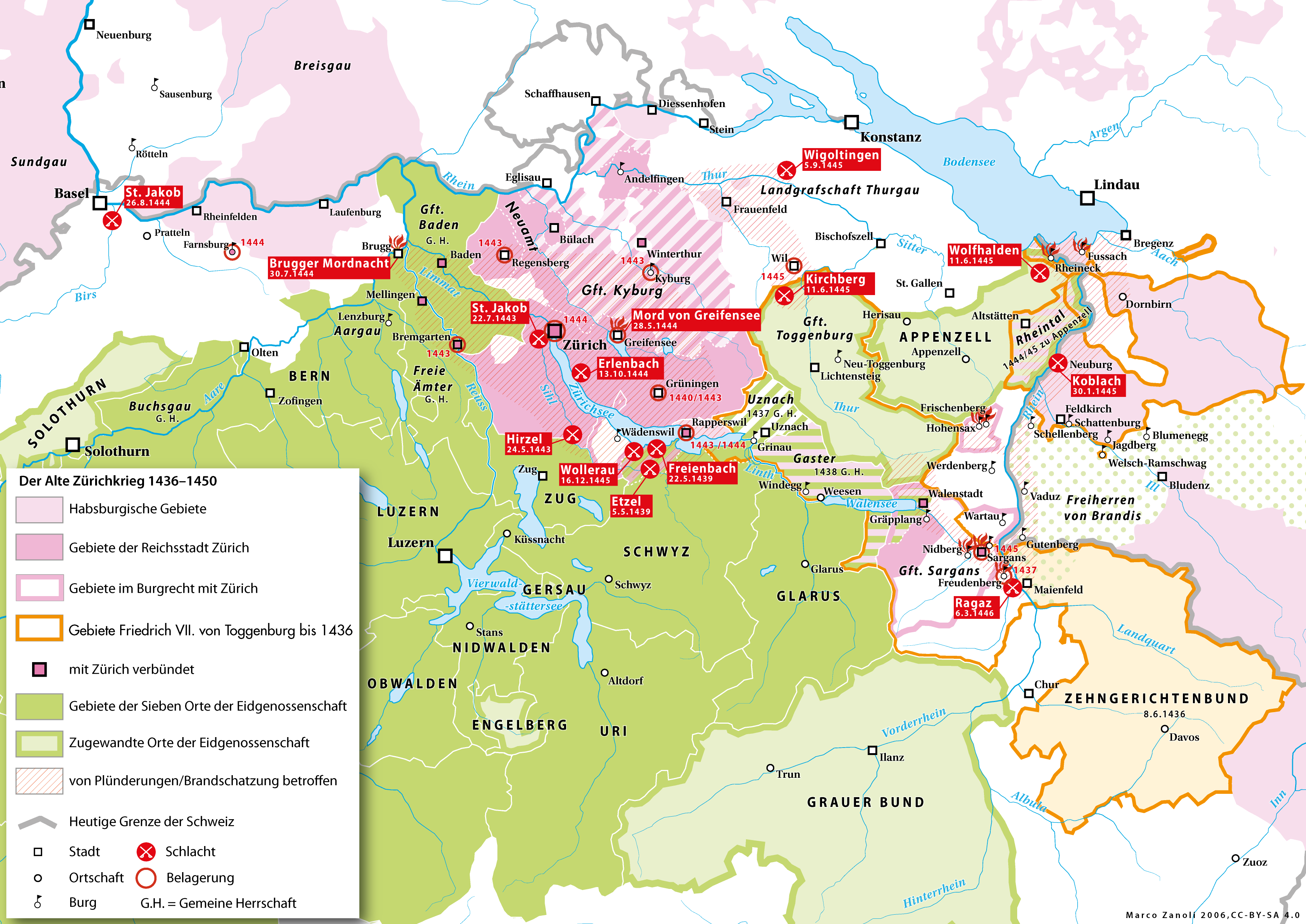

A antiga Guerra de Zurique (Alter Zürichkrieg) foi um conflito que durou de 1440 a 1446 entre o cantão de Zurique e os outros sete da antiga Confederação da Suíça.